# 2006年电影
2006年電影大事紀。

## 大事紀
2006年是一個平年，它的第一天從星期日開始。
- 1月16日：美國第63屆金球獎公布得獎名單，李安執導的《斷背山》獲劇情類最佳影片以及最佳導演。
- 1月24日：迪士尼（Disney）宣布要收購皮克斯（Pixar）片廠。
- 3月5日：美國第78屆奧斯卡金像獎公布得獎名單，Paul HAGGIS 執導的《衝擊效應》（Crash）獲最佳影片，李安執導的《斷背山》獲最佳導演。
- 5月17日：第59屆坎城影展揭幕。閉幕日是5月28日。
- 6月24日：第8屆台北電影節揭幕。閉幕日是7月9日。
- 9月1日：第4屆台灣國際動畫影展揭幕。閉幕日是9月10日。本屆動畫影展並舉辦首屆台灣動畫影片競賽，台灣首獎是潘心屏的《小小的深深的愛的故事》。
- 11月25日：第43屆金馬獎頒獎典禮。

## 最高票房
以下这些电影是2006年内新上映的电影中票房最高的,包括全球票房、美国、加拿大、英国和澳大利亚的票房前十名：
| 排名 | 名称                    | 公司                    | 导演           | 全球票房       | 美国和加拿大票房 | 墨西哥票房  | 英国票房     | 澳大利亚票房 |
| ---- | ----------------------- | ----------------------- | -------------- | -------------- | ---------------- | ----------- | ------------ | ------------ |
| 1    | 《加勒比海盗2：聚魂棺》 | 迪士尼                  | 高尔·韦宾斯基  | $1,066,179,725 | $423,315,812     | $18,700,000 | $98,668,102  | $28,477,460  |
| 2    | 《达芬奇密码》          | 哥伦比亚                | 朗·霍华德      | $758,239,851   | $217,536,138     | $19,275,573 | $55,723,141  | $20,561,541  |
| 3    | 《冰河世纪2：消融》     | 二十世纪福斯/蓝天工作室 | 卡洛斯·萨达纳  | $655,388,158   | $195,330,621     | $29,448,504 | $52,328,847  | $17,960,331  |
| 4    | 《007大战皇家赌场》     | 米高梅/哥伦比亚         | 马丁·坎贝尔    | $599,045,960   | $167,445,960     | $6,492,100  | $105,932,056 | $25,391,472  |
| 5    | 《博物馆惊魂夜》        | 二十世纪福斯            | 肖恩·利维      | $574,480,052   | $250,863,268     | $20,408,689 | $40,838,600  | $18,944,343  |
| 6    | 《赛车总动员》          | 迪士尼/皮克斯动画工作室 | 约翰·拉塞特    | $461,983,149   | $244,082,982     | $12,993,566 | $30,858,370  | $13,450,636  |
| 7    | 《X戰警：最後戰役》     | 二十世纪福斯/漫威娱乐   | 布莱特·拉特纳  | $459,359,555   | $234,362,462     | $16,483,872 | $35,817,332  | $12,601,706  |
| 8    | 《碟中谍3》             | 派拉蒙                  | J·J·艾布拉姆斯 | $397,850,012   | $134,029,801     | $9,123,191  | $29,032,559  | $8,446,854   |
| 9    | 《超人归来》            | 华纳兄弟                | 布莱恩·辛格    | $391,081,192   | $200,081,192     | $15,200,000 | $30,157,106  | $10,300,000  |
| 10   | 《快乐的大脚》          | 华纳兄弟                | 乔治·米勒      | $384,335,608   | $198,000,317     | $6,252,783  | $37,779,303  | $26,245,071  |

## 重要獎項

### 美國奧斯卡（第78屆）
- 最佳影片：《衝擊效應》（Crash）
- 最佳導演：李安，《斷背山》（Brokeback Mountain）
- 最佳改編劇本：《斷背山》（Brokeback Mountain）
- 最佳男主角：Philip Seymour HOFFMAN，《柯波帝：冷血告白》（Capote）
- 最佳女主角：Reese WITHERSPOON，《為你鍾情》（Walk the Line）
- 最佳動畫影片：英國 Nick PARK 跟 Steve BOX 執導的《酷狗寶貝之魔兔詛咒》（Wallace & Gromit : the Curse of the Were-Rabbit）
- 最佳紀錄片：法國 Luc JACQUET 執導的《企鵝寶貝》（La Marche de l'empereur）
- 最佳外語片：南非 Gavin HOOD 執導的《黑幫暴徒》（Tsotsi）

### 歐洲電影獎（第19屆）
- 最佳影片：《竊聽風暴》（Das Leben der Anderen）
- 最佳導演：Pedro ALMODÓVAR，《玩美女人》（Volver）
- 最佳劇本：弗洛里安·亨克爾·馮·杜能斯馬克，《竊聽風暴》
- 最佳男主角：Ulrich MÜHE，《竊聽風暴》
- 最佳女主角：Penélope CRUZ，《玩美女人》
- 終身成就獎：Roman POLAŃSKI

### 台灣金馬獎（第43屆）
- 最佳影片：《父子》，譚家明執導
- 最佳導演：陳可辛，《如果，愛》
- 最佳原著劇本：寧浩，《瘋狂的石頭》，寧浩執導
- 最佳改編劇本：寧岱、張元，《看上去很美：小紅花》，張元執導
- 最佳男主角：郭富城，《父子》
- 最佳女主角：周迅，《如果，愛》
- 最佳攝影：鮑德熹，《如果，愛》
- 最佳配樂：林強，《一年之初》，鄭有傑執導
- 最佳新演員：張睿家，《盛夏光年》，陳正道執導
- 最佳紀錄片：《奇蹟的夏天》，楊力州、張榮吉執導
- 特別獎（終身成就獎）：陳子福（手繪電影海報超過五十年）

### 香港金像奖（第25屆）
- 最佳電影：《黑社會》
- 最佳導演：杜琪峰《黑社會》
- 最佳編劇：游乃海、葉天成《黑社會》
- 最佳男主角：梁家輝《黑社會》
- 最佳女主角：周迅 《如果‧愛》
- 最佳男配角：黃秋生《頭文字D》
- 最佳女配角：毛舜筠《早熟》
- 最佳新演員：周杰倫《頭文字D》

## 國際影展

### 柏林影展（第56屆）

#### 評審團
- 評審團主席：Charlotte RAMPLING ─ 夏洛特·藍普林，英國女演員。
- Matthew BARNEY ─ 馬修·巴尼，美國男藝術家。
- Yash CHOPRA ─ 亞許·丘普拉，印度男導演。
- Marleen GORRIS ─ 瑪蓮·高黎斯，荷蘭女導演。
- Janusz KAMINSKI ─ 亞努斯·卡敏斯基，波蘭男攝影指導。
- 李英愛（LEE Yeong-Ae），南韓女演員。
- Fred ROOS ── 弗萊德·盧斯，美國男製片。

#### 得獎名單
- 金熊獎：Jasmila ŽBANIĆ - GRBAVICA 《旅行之歌》
- 評審團大獎：Pernille FISCHER CHRISTENSEN - EN SOAP 《肥皂》，跟 Jafar PANAHI - OFFSIDE 並列
- 最佳導演：Michael WINTERBOTTOM 跟 Mat WHITECROSS - THE ROAD TO GUANTANAMO 《通往關塔納摩》
- 最佳男演員：Moritz BLEIBTREU 演出 Oskar RÖHLER 導演 - ELEMENTARTEILCHEN 《基本例子》
- 最佳女演員：Sandra HÜLLER 演出 Hans-Christian SCHMID 導演 - REQUIEM 《靈界線》

### 坎城影展（第59屆）

#### 評審團
- 評審團主席：王家衛（WONG Kar-Wai），中國男導演。坎城影展有史以來第一位亞洲裔評審團主席。
- Monica BELLUCCI ─ 莫妮卡·貝魯奇，義大利女演員。
- Helena BONHAM CARTER ─ 海倫娜·博納姆·卡特，英國女演員。
- Lucrecia MARTEL ─ 卢克雷西娅·马特尔，阿根廷女導演。
- 章子怡（ZHANG Ziyi），中國女演員。
- Samuel L. JACKSON ─ 森姆·L·積遜，美國男演員。
- Patrice LECONTE ─ 帕特里斯·勒孔特，法國男導演。
- 蒂姆·罗斯（Tim ROTH），英國男演員。
- Elia SULEIMAN ─ 艾利亞·蘇雷曼，巴勒斯坦男導演。

#### 得獎名單
- 金棕櫚獎：Ken LOACH - THE WIND THAT SHAKES THE BARLEY 《吹動大麥的風》
- 評審團大獎：Bruno DUMONT - FLANDRES 《弗蘭德》
- 最佳導演：Alejandro GONZÁLEZ IÑÁRRITU - BABEL 《火線交錯》
- 最佳劇本：Pedro ALMODÓVAR - VOLVER 《玩美女人》
- 最佳男演員：Jamel Debbouze, Samy Nacéri, Sami Bouajila, Roschdy Zem 跟 Bernard Blancan 演出 Rachid BOUCHAREB 導演 - INDIGÈNES 《光榮歲月》
- 最佳女演員：Penélope Cruz, Carmen Maura, Lola Dueñas, Blanca Portillo, Yohana Cobo 跟 Chus Lampreave 演出 Pedro ALMODÓVAR 導演 - VOLVER 《玩美女人》
- 評審團獎：Andrea ARNOLD - RED ROAD 《紅路》
- 金攝影機獎：Corneliu PORUMBOIU – A FOST SAU N-A FOST ? 《有還是沒有？》

詳細內容請參見

### 威尼斯影展（第63屆）

#### 評審團
- 評審團主席：Catherine DENEUVE ─ 凱撒琳·丹尼芙，法國女演員。
- 比加斯·卢纳，西班牙男導演。
- Paulo BRANCO － 保羅·布朗柯，葡萄牙男製片。
- 朴贊郁（PARK Chan-Wook），南韓男導演。
- Cameron CROWE ─ 卡麥隆·克洛，美國男導演。
- Chulpan KHAMATOVA ─ 舒潘·哈馬托娃，俄國女演員。
- Michele PLACIDO ─ 米凱·普拉奇多，義大利男演員兼導演。

#### 得獎名單
- 金獅獎：賈樟柯（JIA Zhang-Ke）- 《三峽好人》（STILL LIFE）
- 最佳導演銀獅獎：Alain RESNAIS - COEURS 《喧嘩的寂寞》
- 最佳發現銀獅獎：Emanuele CRIALESE - NUOVOMONDO 《新世界》
- 評審團特別獎：Mahamat-Saleh HAROUN - DARATT 《雨季不再來》
- 最佳男演員：Ben AFFLECK 演出 Allen COULTER 導演 - HOLLYWOODLAND 《銀色殺機》
- 最佳女演員：Helen MIRREN 演出 Stephen FREARS 導演 - THE QUEEN 《黛妃與女皇》
- 最佳年輕藝術家獎：Isild LE BESCO 演出 Benoît JACQUOT 導演 - L'INTOUCHABLE 《賤民》
- 最佳技術貢獻獎：Emmanuel LUBEZKI 演出 Alfonso CUARON 導演 - CHILDREN OF MEN 《人類之子》的攝影指導
- 最佳劇本獎：Peter MORGAN 演出 Stephen FREARS 導演 - THE QUEEN 《黛妃與女皇》
- 特別獅子獎：Jean-Marie STRAUB 跟 Danièle HUILLET

## 逝世影人

### 第一季
- 1月13日：Joan Root，英國女導演。
- 1月14日：Henri Colpi，瑞士導演。（1921年出生）.
- 1月14日：Shelley Winters，美國女演員。（1920年出生）.
- 1月19日：Anthony Franciosa，美國男演員。（1928年出生）.
- 1月24日：Chris Penn，美國男演員，Sean Penn 之弟。（1965年出生）.
- 1月25日：Anna Malle，美國Ａ片女演員。（1967年出生）.
- 2月3日：Walerian Borowczyk，波蘭男導演。（1923年出生）.
- 2月8日：Thierry Fortineau，法國男演員。（1953年出生）.
- 2月9日：Phil Brown，美國男演員。（1916年出生）.
- 2月13日：Andreas Katsulas，美國男演員。（1946年出生）.
- 2月14日：Darry Cowl，法國男演員。（1925年出生）.
- 2月17日：Pierre Jallaud，法國男導演。（1922年出生）.
- 2月20日：Catherine Binet，法國女導演。（1945年出生）.
- 2月20日：Lou Gigh，英國女演員。（1967年出生）.
- 2月24日：Dennis Weaver，美國男演員。（1924年出生）.
- 2月24日：Don Knotts，美國男演員。（1924年出生）.
- 2月25日：Darren McGavin，美國男演員。（1922年出生）.
- 3月23日：Pierre Fabre，法國男演員兼編劇。（1933年出生）.

### 第二季
- 4月4日：Frédérique Huydts，德國女演員。
- 4月4日：Gary Gray，美國男演員。
- 4月9日：Vilgot Sjöman，瑞典男導演。（1924年出生）
- 4月11日：Daniel Rialet，法國男演員。
- 4月11日：Shin Sang-ok，南韓男導演。
- 4月12日：Kazuo Kuroki，日本男導演。
- 4月16日：Philippe Castelli，法國男演員。
- 4月16日：Francisco Adam，葡萄牙男演員。
- 4月17日：Scott Brazil，美國男導演。
- 4月18日：Henri Duparc，象牙海岸男導演。（1941年出生）
- 4月20日：Sylvia de Leur，荷蘭女演員。（1933年出生）
- 5月5日：Atıf Yılmaz，土耳其導演。（1925年出生）
- 5月16日：Christophe de Ponfilly，法國男導演（紀錄片），自殺。（1950年出生）
- 5月18日：Takahiro Tamura，日本男演員。（1928年出生）
- 5月24日：Henry Bumstead，美國編劇。（1915年出生）
- 5月28日：Masumi Okada，日本男演員。（1935年出生）
- 5月30日：今村昌平（Shohei Imamura），日本導演。（1926年出生）
- 5月30日：Robert Sterling，美國男演員。（1917年出生）
- 6月8日：Robert Donner，美國男演員。（1931年出生）
- 6月18日：Vincent Sherman，美國男導演。（1906年出生）
- 6月25日：Kenneth Griffith，英國男演員。（1921年出生）

### 第三季
- 7月8日：June Allyson，美國女演員。（1917年出生）
- 7月20日：Gérard Oury，法國男導演。（1919年出生）
- 7月21日：Makoto Iwamatsu，日本男演員。（1933年出生）
- 8月9日：Jenny Gröllmann，德國女演員。（1947年出生）
- 8月14日：Bruno Kirby，美國男演員。（1949年出生）
- 8月20日：Renate Brausewetter，德國女演員。（1905年出生）
- 8月24日：Viktor Pavlov，俄國男演員。（1940年出生）
- 8月30日：Glenn Ford，美國男演員。（1916年出生）
- 9月4日：Steve Irwin，美國男導演（紀錄片）。
- 9月9日：Gérard Brach，法國男編劇。（1927年出生）
- 9月20日：Sven Nykvist，瑞典男攝影指導兼導演。（1922年出生）

### 第四季
- 10月9日：Danièle Huillet，法國女導演。（1936年出生）
- 10月12日：Gillo Pontecorvo，義大利男導演。（1919年出生）
- 10月17日：Daniel Emilfork，法國男演員。（1924年出生）
- 10月19日：Phyllis Kirk，美國女演員。（1929年出生）
- 10月28日：Tina Aumont，法國女演員。（1946年出生）
- 11月1日：Adrienne Shelly，美國女演員，被謀殺。（1966年出生）
- 11月10日：Anicée Alvina，法國女演員。（1953年出生）
- 11月10日：Jack Palance，美國男演員。（1919年出生）
- 11月20日：Robert Altman，美國男導演。（1925年出生）
- 11月23日：Philippe Noiret，法國男演員。（1930年出生）
- 12月1日：Claude Jade，法國女演員。（1948年出生）